# Pont d'Issy
Il relie Issy-les-Moulineaux (sur la rive gauche, à l'intersection de la rue Rouget-de-Lisle et du quai du Président-Roosevelt) à Boulogne-Billancourt (sur la rive droite, à l'intersection du boulevard de la République et du quai du Point-du-Jour).

## Historique
Le pont d'Issy, mis en chantier en 1973 et inauguré en 1974, est le premier pont sur la Seine en aval de Paris, juste à la pointe nord-est de l'Île Saint-Germain, dans le département français des Hauts-de-Seine. 

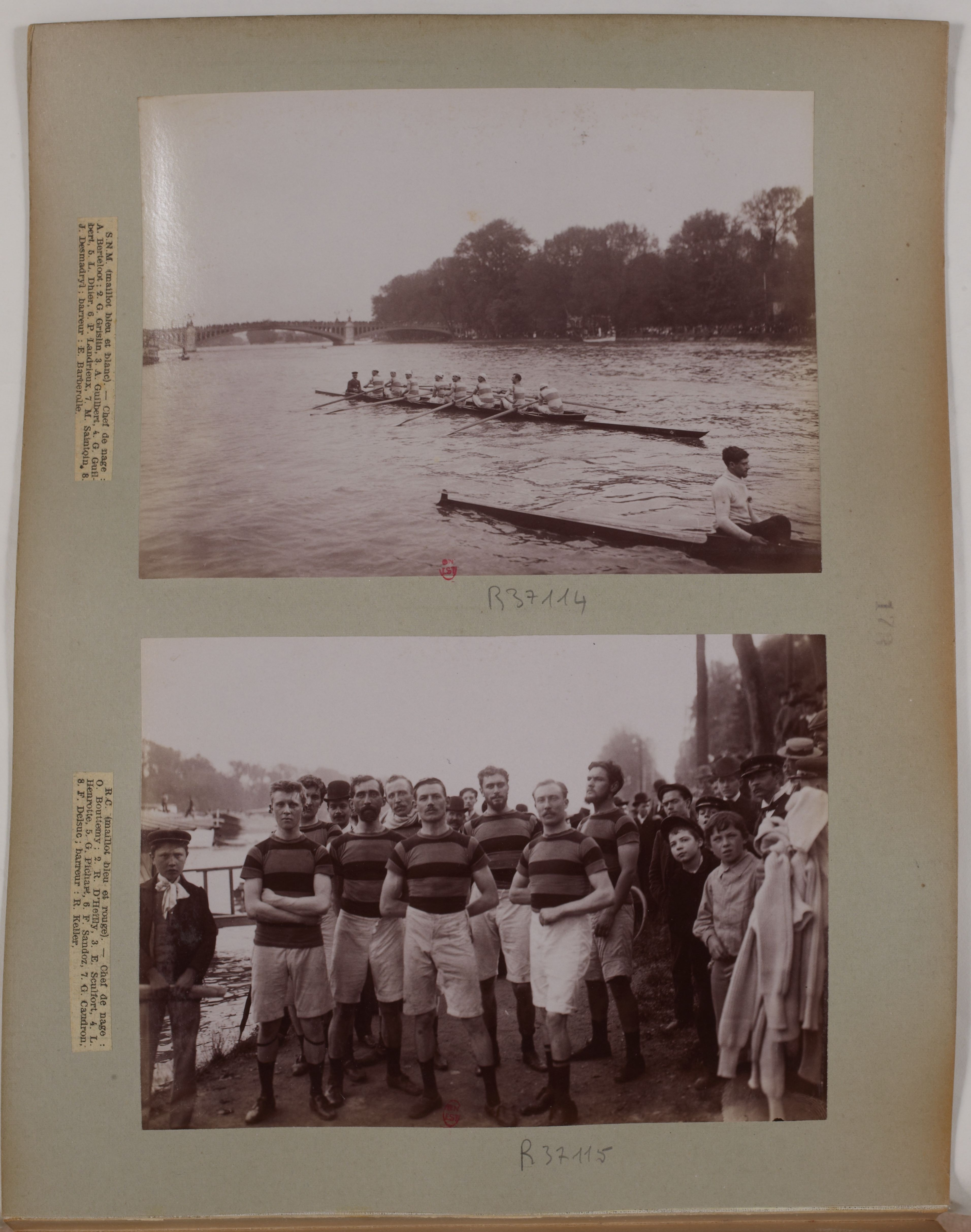
Compétition d'aviron sur le grand bras de la Seine, en amont de l'ancien pont d'Issy, 1902.

Cet ouvrage, qui remplace un pont précédent de même nom construit au début du XXe siècle, a été inauguré le 4 février 1974 par Georges Gorse, ministre du Travail, de l'Emploi et de la Population, en présence de Pierre Hosteing, préfet des Hauts-de-Seine, et de Charles Pasqua, président du conseil général.
Lors d'un comptage effectué en 2010 au moyen de compteurs à tubes, le trafic moyen journalier annuel s'élevait à 29 944 véhicules.